# O poveste cu ursuleți
O poveste cu ursuleți este un film românesc din 1953 regizat de Matty Aslan, Iulian Hermeneanu.